# Tabea Zimmermann Gibson
Tabea Zimmermann Gibson (* 22. Mai 1970, in Zug) ist eine Schweizer Politikerin (ALG).

## Leben
Tabea Zimmermann wurde am 22. Mai 1970 in Zug geboren. Sie wuchs in Hünenberg auf und wohnt seit 1998 in Zug. Zimmermann studierte Geschichte, englische Literatur und Sprachwissenschaft an der Universität Zürich, der Universität Bern und in Stoke-on-Trent (Großbritannien). Seit 1998 arbeitet sie als Kantonsschullehrerin an der Kantonsschule Alpenquai Luzern, wo sie Fachschaftsvorstand und Präsidentin des Kantonsschullehrer/innenvereins der Kantonsschule ist. Tabea Zimmermann Gibson ist auch Praktikumsleiterin für Englisch im Auftrag der Pädagogischen Hochschule Luzern und der Universität Zürich. Sie ist verheiratet und Mutter von zwei Kindern.

## Politik
Tabea Zimmermann Gibson kandidierte 2014 als Parteilose für den Grossen Gemeinderat (Parlament) in der Stadt Zug und wurde am 5. Oktober gewählt. Die Wahl in den Zuger Kantonsrat erfolgte am 7. Oktober 2018. Bei der Ständeratswahl vom Herbst 2019 verlor sie im zweiten Wahlgang am 17. November 2019. Seit 2019 ist Tabea Zimmermann Gibson Vizepräsidentin des Zuger Gemeinderates.
Zimmermann ist Co-Präsidentin Alternative – die Grünen Zug Stadt Zug sowie Geschäftsleitungsmitglied der Alternative – die Grünen Zug.